# Kippergasse

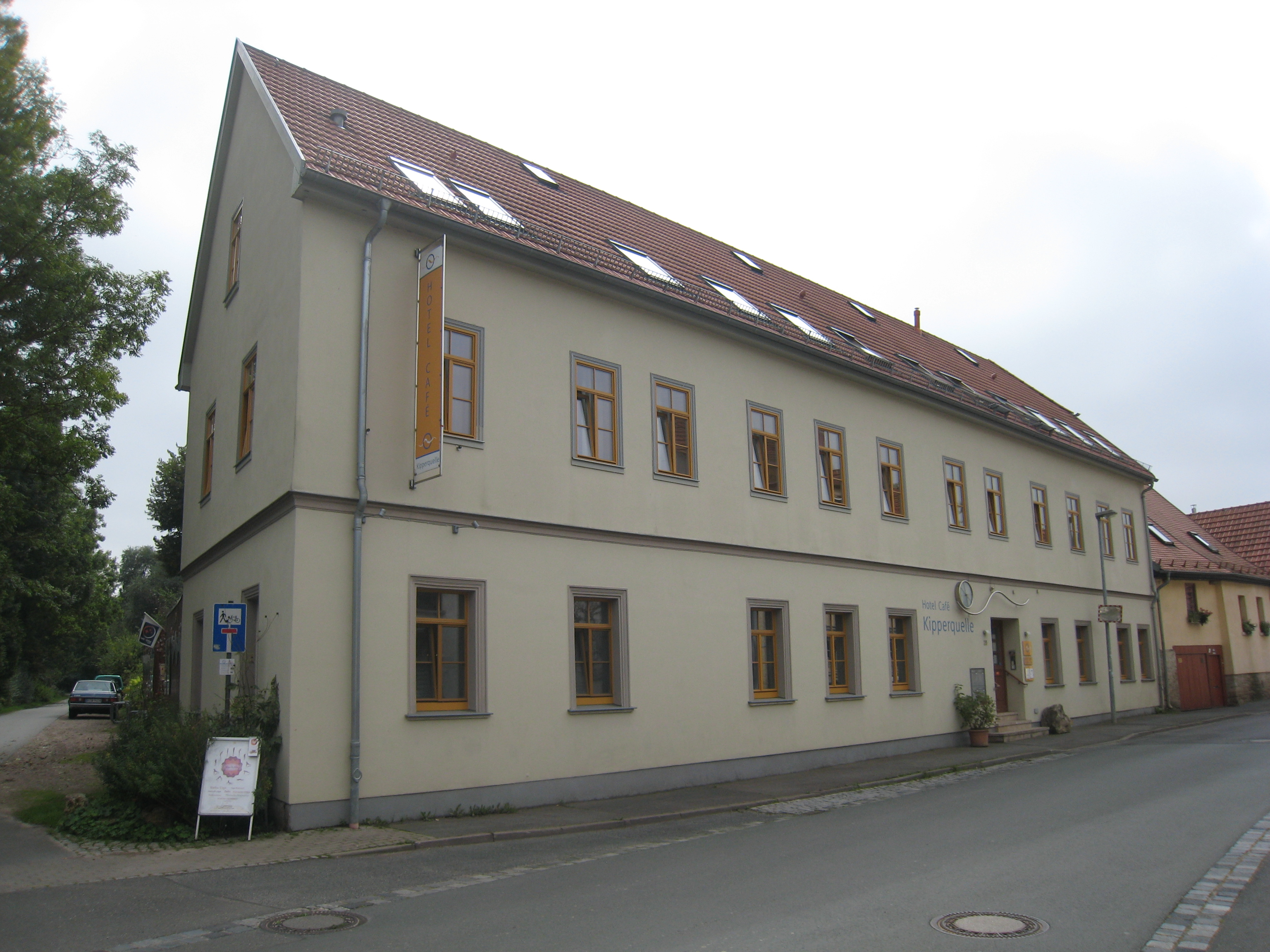
Hotel Kipperquelle

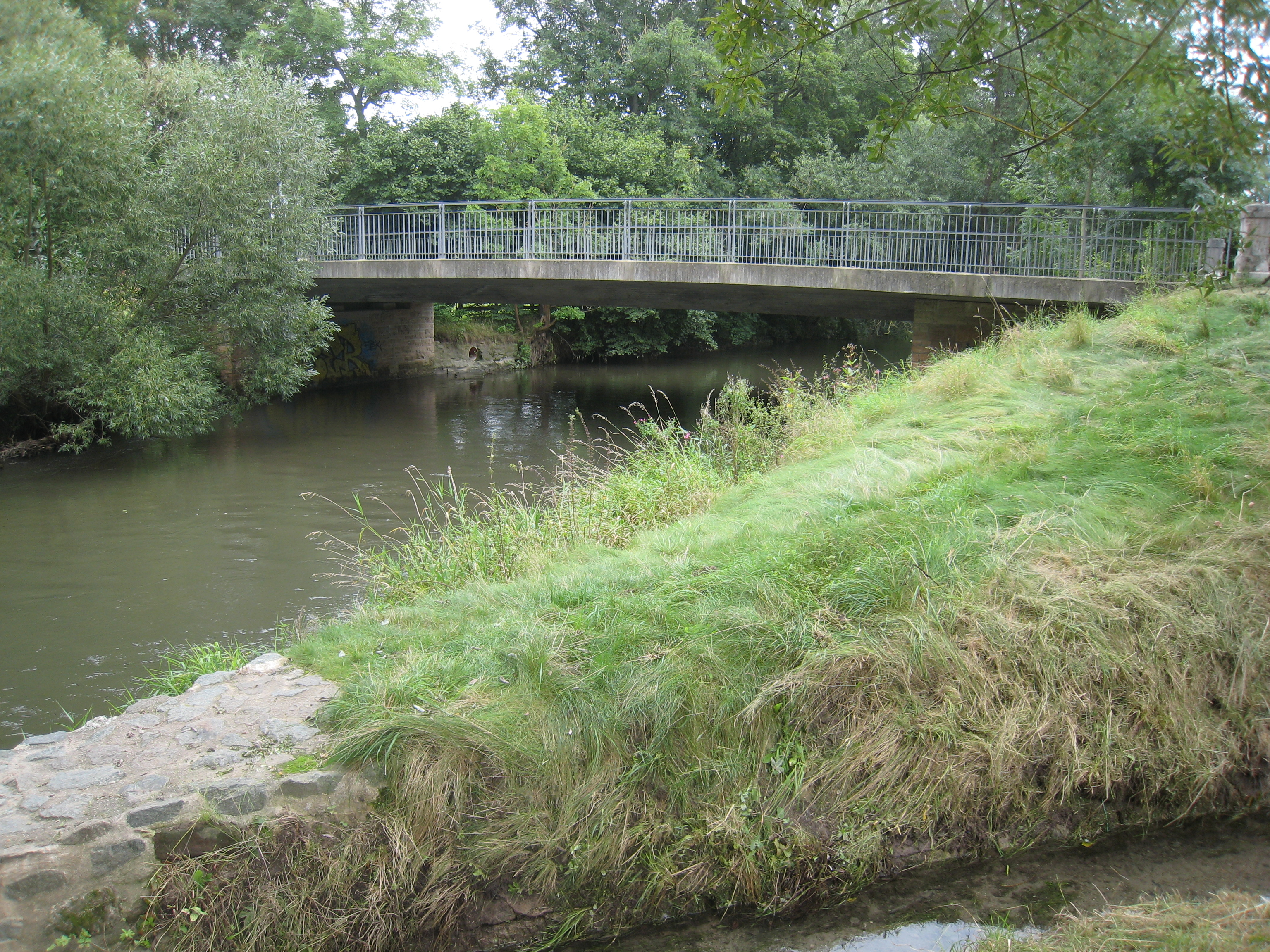
Ehringsdorfer Brücke

Die Kippergasse ist ein Straßenzug im Weimarer Ortsteil Ehringsdorf. Sie beginnt an der Taubacher Straße, überquert die Ilm über die Ehringsdorfer Brücke, wo sich auch unweit davon die Kipperquelle befindet, und endet an der Brauerei Weimar-Ehringsdorf am Hainweg bzw. dem Anger. Über die Ehringsdorfer Brücke ist die Straße somit Verbindung von Ehringsdorf mit Oberweimar. Über den Ziegelgraben besteht wiederum Verbindung zur Belvederer Allee.
Außer der Ehringsdorfer Brücke ist das Hotel Kipperquelle markanter Bestandteil des Straßenzuges. Da befindet sich eine Bushaltestelle. Dort geht auch der Ilmradweg in Richtung Mellingen ab. Nach der Kipper wurde die Kippergasse 1919 benannt.